# Sung Jae-ki
Sung Jae-gi (kor. 성재기, hancha: 成在基, ur. 11 września 1967 w Daegu, zm. 26 lipca 2013 w Seulu) – południowokoreański działacz praw człowieka i działacz obywatelski, antyfeminista, liberał, filozof. W 2008 założył Stowarzyszenie koreańskiego mężczyzny (kor. 남성연대 男, hancha: 性連帶). Zginął, skacząc z mostu Mapo w Seulu.